# Bajorai

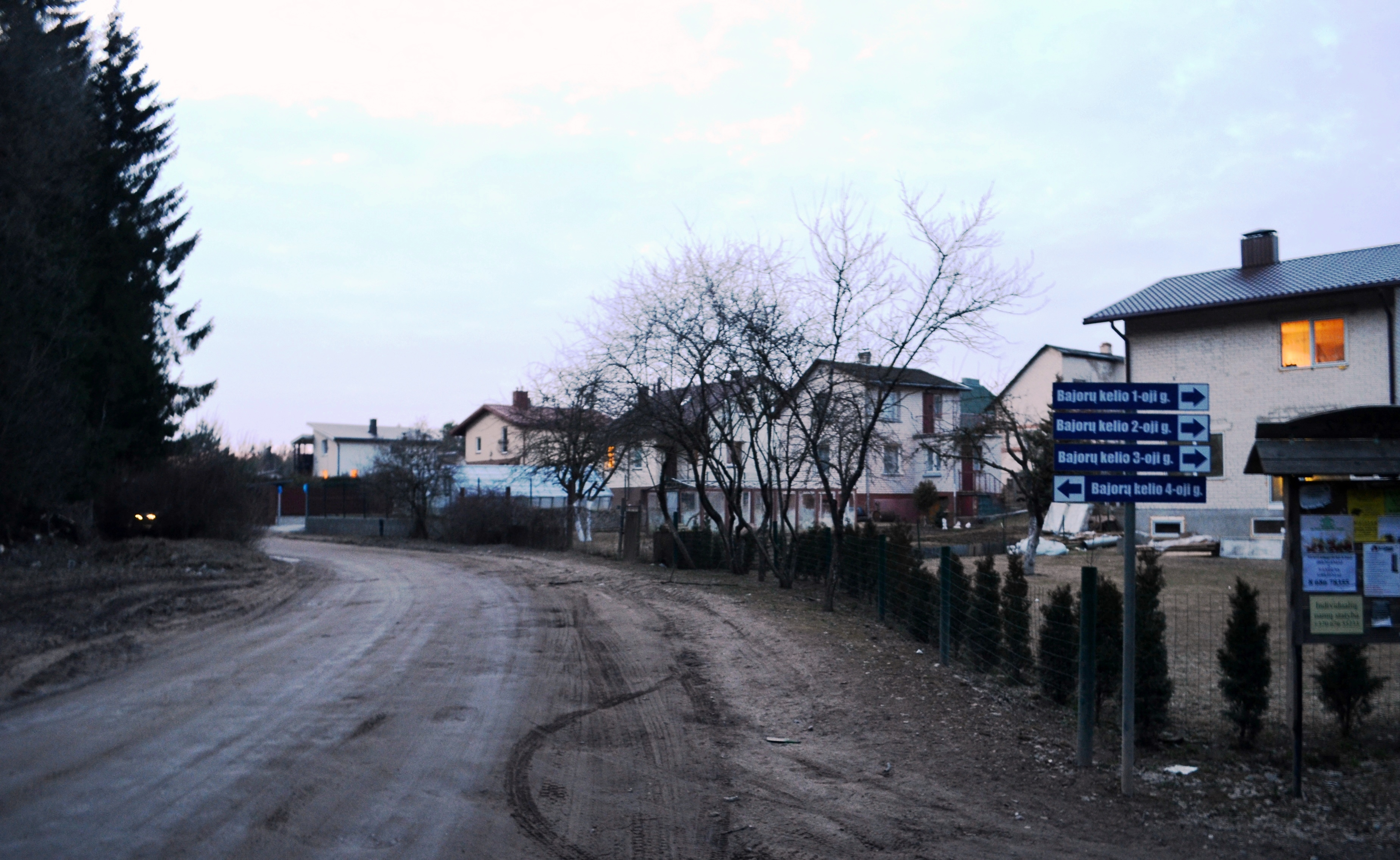

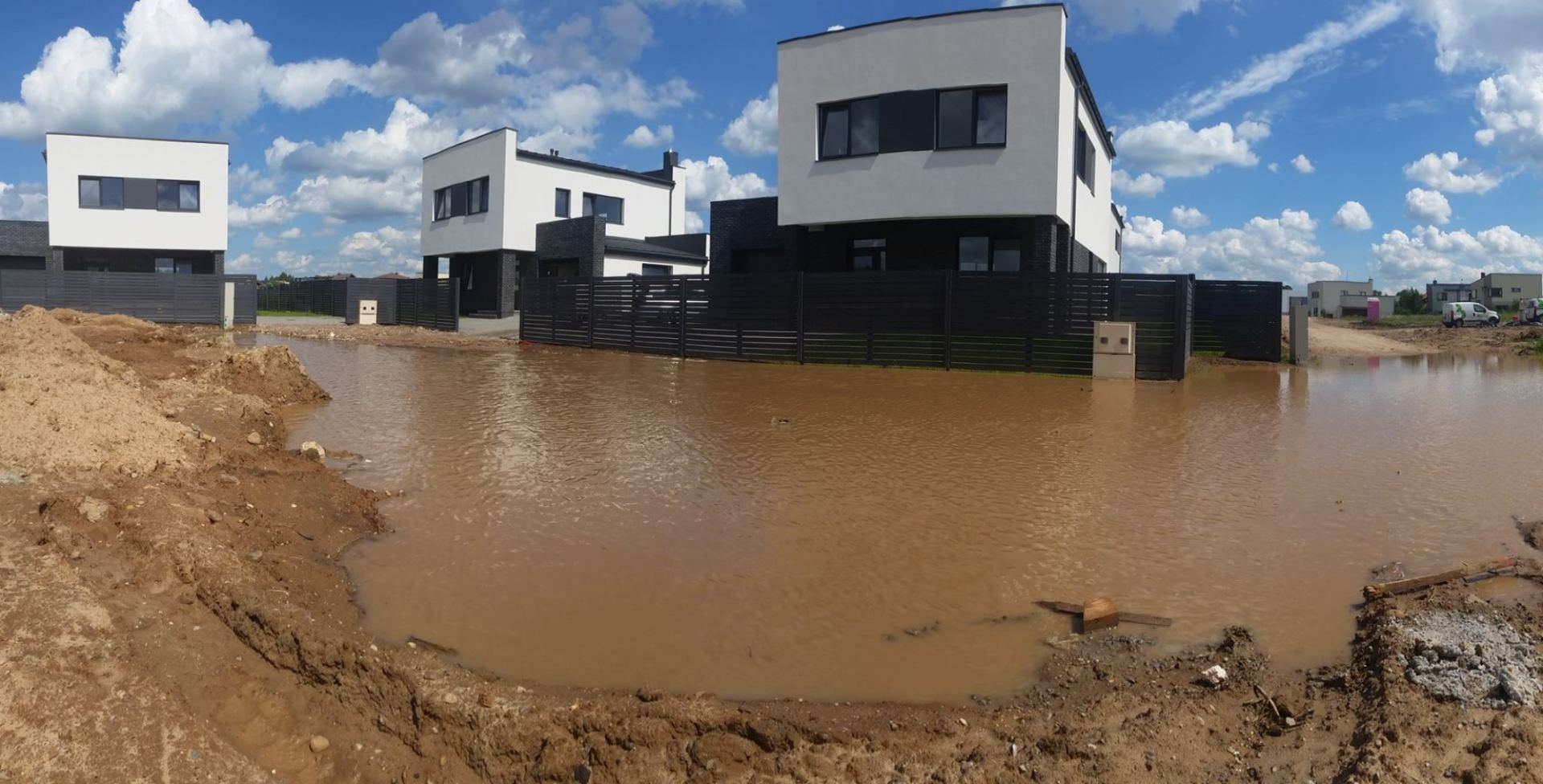

Bajorai ist ein Stadtteil der litauischen Hauptstadt Vilnius, neben Fabijoniškės, westlich von Visoriai. Er gehört zum Amtsbezirk Fabijoniškės der Stadtgemeinde Vilnius.
Bajorai befindet sich 9 km nordwestlich vom Stadtzentrum. Hier gibt es eine Reihe kollektiver Gärten (Gärtergemeinschaften wie SB „Lelija“  und andere) und einzelner privater Häuser. 2019 baut man einen Kindergarten (im Wert von 4 Mio. Euro). Im neuen Viertel "Bajorų parkas" befindet sich auch das private Haus der litauischen Präsidentin Dalia Grybauskaitė.
Der Stadtteil entstand als Teil des Dorfs Bajorai im Amtsbezirk Avižieniai der Rajongemeinde Vilnius.